# The Terminator (soundtrack)
The Terminator is de originele soundtrack van de film met dezelfde naam en werd in 1984 uitgebracht door Enigma Records.

## The Terminator (Original Soundtrack)
Het eerste gedeelte van het album (kant A, LP versie) bestaat uit de originele filmmuziek die gecomponeerd is door Brad Fiedel en het laatste gedeelte uit popmuziek van diverse artiesten dat ook in de film is gebruikt. Als low-budget film, werd er voor de filmmuziek gekozen om de muziek uit te laten voeren door elektronische muziek, hiermee werd Fiedel aangeboden voor het schrijven en produceren. Hij gebruikte daarmee onder andere een synthesizer. Met het maken van de filmmuziek creëerde hij klanken van de metaalindustrie (het slaan op staal). In het nummer "Factory Chase" speelde Ross Levinson mee op de elektrische viool. De melodie van het nummer "The Terminator Theme" die ook in alle vervolg films is te horen, werd ook gebruikt in het nummer "Love Scene" als piano versie. De overige muzieknummers bestaan voornamelijk uit pop en rock waarvan drie van Tahnee Cain & Tryanglz.

### Nummers
| nr. | Titel                       | Artiest(en)            | Duur |
| --- | --------------------------- | ---------------------- | ---- |
| 1   | The Terminator Theme        | Brad Fiedel            | 4:25 |
| 2   | Terminator Arrival          | Brad Fiedel            | 2:35 |
| 3   | Tunnel Chase                | Brad Fiedel            | 2:49 |
| 4   | Love Scene                  | Brad Fiedel            | 1:16 |
| 5   | Future Remembered           | Brad Fiedel            | 2:29 |
| 6   | Factory Chase               | Brad Fiedel            | 3:53 |
| 7   | You Can't Do That           | Tahnee Cain & Tryanglz | 3:26 |
| 8   | Burnin' In The Third Degree | Tahnee Cain & Tryanglz | 3:33 |
| 9   | Pictures Of You             | Jay Ferguson & 16mm    | 3:58 |
| 10  | Photoplay                   | Tahnee Cain & Tryangiz | 3:33 |
| 11  | Intimacy                    | Linn Van Hek           | 3:38 |

## The Terminator (The Definite Edition)
The Terminator: The Definite Edition is de tweede soundtrack versie van de film The Terminator en werd op 22 augustus 1995 uitgebracht door Edelton /Cinerama.
Het album bevat de volledige filmmuziek van Brad Fiedel.

### Nummers
| Nr. | Titel                                                               | Duur |
| --- | ------------------------------------------------------------------- | ---- |
| 1   | Theme From "The Terminator"                                         | 4:13 |
| 2   | "The Terminator" Main Title                                         | 2:14 |
| 3   | The Terminator's Arrival                                            | 4:53 |
| 4   | Reese Chased                                                        | 3:47 |
| 5   | Sarah On Her Motorbike                                              | 0:35 |
| 6   | Gun Shop / Reese In Alley                                           | 1:27 |
| 7   | Sarah In The Bar                                                    | 1:49 |
| 8   | Tech Noir / Alley Chase                                             | 7:35 |
| 9   | Garage Chase                                                        | 6:49 |
| 10  | Arm & Eye Surgery                                                   | 3:23 |
| 11  | Police Station / Escape From Police Station                         | 4:47 |
| 12  | Future Flashback / Terminator Infiltration                          | 4:18 |
| 13  | Conversation By The Window ? Love Scene                             | 3:45 |
| 14  | Tunnel Chase                                                        | 3:54 |
| 15  | Death By Fire / Terminator Gets Up                                  | 3:11 |
| 16  | Factory Chase                                                       | 3:54 |
| 17  | Reese's Death / Terminator Sits Up / "You're Terminated"            | 3:26 |
| 18  | Sarah's Destiny / The Coming Storm                                  | 3:06 |
| 19  | Theme From "The Terminator" (August 29th, 1997, Judgment Day Remix) | 4:43 |